# Umberto Zanolla
Umberto Zanolla (Monfalcone, 4 ottobre 1904 – ...) è stato un allenatore di calcio italiano.

## Biografia
Era il fratello maggiore del calciatore Ruggero Zanolla.

## Carriera
Dopo aver allenato il Molfetta nel campionato di Prima Divisione 1933-1934, guida il Taranto alla vittoria del campionato di Prima Divisione 1934-1935 e l'anno seguente fino alla nona giornata del campionato di Serie B 1935-1936, quando viene sostituito da Béla Károly.
Guida a più riprese il Matera, dapprima nel campionato di Prima Divisione 1935-1936, tornandovi nel dopoguerra nei campionati di Promozione 1950-1951, Prima Divisione Puglia 1951-1952 ed infine nella IV Serie 1956-1957; nel campionato di Serie C 1936-1937 siede sulla panchina del Potenza ed in seguito, sempre in Serie C, allena Ampelea e Siracusa prima di tornare a Potenza e in seguito passare al Savoia.
Nel dopoguerra allena il Forlì nel campionato di Serie B 1946-1947 ed il Crema nel campionato di Serie B 1947-1948; negli anni successivi torna nelle serie minori ed in particolare in IV Serie con Ancona, Castelfidardo e Casarano. Torna ad allenare in terza serie la Vis Pesaro nelle prime 14 giornate del campionato di Serie C 1960-1961.

## Palmarès

### Allenatore

#### Competizioni nazionali
- Prima Divisione: 1

Taranto: 1934-1935

#### Competizioni regionali
- Prima Divisione: 1

Matera: 1951-1952